# Усть-Козлуха
Усть-Козлу́ха (рос. Усть-Козлуха) — село у складі Краснощоковського району Алтайського краю, Росія. Адміністративний центр та єдиний населений пункт Усть-Козлухинська сільської ради.

## Населення
Населення — 962 особи (2010; 1104 у 2002).
Національний склад (станом на 2002 рік):
- росіяни — 97 %